# 聖安娜 (阿拉德縣)
46°35′N 21°50′E / 46.583°N 21.833°E

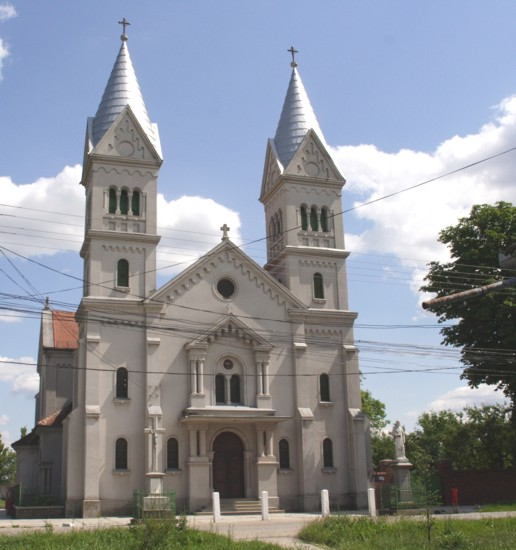

聖安娜（羅馬尼亞語：Sântana），是羅馬尼亞的城鎮，位於該國西部，由阿拉德縣負責管轄，面積107平方公里，海拔高度99米，2011年人口11,428，人口密度每平方公里107人。